# هدبان
هدبان هي قرية تابعة لمركز صوير في سكاكا التابعة لمنطقة الجوف في المملكة العربية السعودية، وتبعد 16 كم جنوب غرب مدينة صوير. يسكن القرية قرابة 883 سعودي و78 غير سعودي.

## المصدر
- دليل الخدمات: منطقة الجوف، صفحة 61. مصلحة الاحصاءات العامة والمعلومات في المملكة العربية السعودية.